# Radiofarmaceutik
Radiofarmaceutik je radionuklid koji se, u obliku pogodnom za aplikaciju ljudima koristi u dijagnostičkoj nuklearnoj medicini kao obeleživači a u terapijskoj kao ozračivač. Njihova primena je u stalnom razvoju i važna je za kliničku praksu. U dijagnostici neprikosnoven je nekoliko decenija 99mTc. Odlične fizičke osobine, dobar kvalitet, niska cena i laka dostupnost učinila je korišćenje 99Mo/99mTc generatora, da ovaj radionuklid postane praktično nezamenjiv.
Princip primene radiofarmaceutika u terapiji zasniva se na selektivnoj depoziciji doza jonizujućeg zračenja u tkivima tumora ili organa koji se ovim sredstvom tretiraju. U 21. Veku nuklearna medicina za terapiju koristi radionuklide koji emituju beta čestice ili istovremeno beta čestice i gama fotone. Dok je prmena alfa emitera je još uvek u različitim fazama ispitivanja. Osnovne medicinske oblasti primene radioaktivnih lekova su onkologija, endokrinologija i reumatologija a u novije vreme i kardiologija.

## Literatura
- Jurij Vučina, Dragoljub Lukić, Nadežda Nikolić, Djokica Petrović, Milan Orlić, RADIONUKLIDI I RADIOFARMACEUTICI U DIJAGNOSTICI I TERAPIJI, Zbornik radova 52. Konferencije za ETRAN, Palić, 8-12. juna 2008.

|  | Molimo Vas, obratite pažnju na važno upozorenje u vezi sa temama iz oblasti medicine (zdravlja). |